# Listă de conducători de stat din 1523
1519 - 1520 - 1521 - 1522 - 1523 - 1524 - 1525 - 1526 - 1527
Aceasta este o listă a conducătorilor de stat din anul 1523:

## Europa
- Anglia: Henric al VIII-lea (rege din dinastia Tudor, 1509-1547)
- Astrahan: Hussein ibn Canibek ibn Mahmud Han (han, 1509-1532)
- Austria: Ferdinand I (arhiduce din dinastia de Habsburg, 1521-1564; ulterior, rege al Ungariei, 1526-1564; ulterior, rege al Cehiei, 1526-1564; ulterior, rege al Germaniei, 1556-1564; ulterior, împărat occidental, 1556-1564)
- Bavaria: Wilhelm al IV-lea (duce din dinastia de Wittelsbach, 1508-1550)
- Brandenburg: Joachim I Nestor (principe elector din dinastia de Hohenzollern, 1499-1535)
- Bretagne: Claude de France (ducesă, 1514-1524) și Francisc (duce din dinastia de Valois, 1514-1524; ulterior, rege al Franței, 1515-1547; ulterior, duce de Milano, 1515-1521, 1524-1525)
- Cehia: Ludovic (rege din dinastia Jagiello, 1516-1526; totodată, rege al Ungariei, 1516-1526)
- Crimeea: Muhammad Ghirai I ibn Mengli (han din dinastia Ghiraizilor, 1515-1523) și Ghazi Ghirai I ibn Muhammad (han din dinastia Ghiraizilor, 1523-1524)
- Danemarca: Christian al II-lea (rege din dinastia de Oldenburg, 1513-1523; ulterior, rege al Suediei, 1520-1521/1523) și Frederic I (rege din dinastia de Oldenburg, 1523-1533)
- Ferrara: Alfonso I (duce din casa d'Este, 1505-1534; ulterior, duce de Modena, 1527-1530)
- Franța: Francisc I (rege din dinastia de Valois, 1515-1547; totodată, duce de Bretagne, 1514-1524; totodată, duce de Milano, 1515-1521, 1524-1525)
- Genova: Antoniotto Adorno (doge, 1522-1527)
- Germania: Carol al V-lea (rege din dinastia de Habsburg, 1519-1556; totodată, rege al Spaniei, 1516-1556; totodată, arhiduce de Austria, 1519-1521; totodată, împărat occidental, 1519-1556; ulterior, duce de Milano, 1525-1529, 1535-1540)
- Gruzia: David al VIII-lea (rege din dinastia Bagratizilor, 1505-1524)
- Gruzia, statul Imeretia: Bagrat al II-lea (rege din dinastia Bagratizilor, 1510-1565)
- Gruzia, statul Kakhetia: Levan (rege din dinastia Bagratizilor, 1520-1574)
- Imperiul occidental: Carol al V-lea (împărat din dinastia de Habsburg, 1519-1556; anterior, rege al Spaniei, 1516-1556; totodată, arhiduce de Austria, 1519-1521; totodată, rege al Germaniei, 1519-1556; ulterior, duce de Milano, 1525-1529, 1535-1540)
- Imperiul otoman: Suleiman Legiuitorul (Magnificul) (sultan din dinastia Osmană, 1520-1566)
- Kazan: Sahib Ghirai ibn Mengli (han din dinastia Ghiraizilor, 1521-1524; ulterior, han al Crimeei, 1532-1551)
- Lituania: Sigismund I cel Bătrân (mare duce, 1506-1548; toodată, rege al Poloniei, 1506-1548)
- Lorena Superioară: Anton cel Bun (duce din dinastia de Lorena-Vaudemont, 1508-1544)
- Mantova: Federico al II-lea (marchiz din casa Gonzaga, 1519-1540; duce, din 1530; ulterior, marchiz de Montferrat, 1536-1540)
- Milano: Francesco al II-lea (duce din familia Sforza, 1521-1524, 1525, 1529-1535)
- Moldova: Ștefăniță (domnitor, 1517-1527)
- Monaco: Luciano (senior din casa Grimaldi, 1505-1523) și Agostino (senior din casa Grimaldi, 1523-1532)
- Montferrat: Bonifaciu al IV-lea (marchiz din dinastia Paleologilor, 1518-1530)
- Moscova: Vasili al III-lea Ivanovici (mare cneaz, 1505-1533)
- Muntenegru: Skanderbeg (principe din dinastia Crnojevic, 1514-1528)
- Navarra: Henric al II-lea (rege din casa de Albert-Navarre, 1517-1555)
- Ordinul teutonic: Albrecht de Hohenzollern (mare maestru, 1511-1525; ulterior, duce de Prusia, 1525-1568)
- Polonia: Sigismund I cel Bătrân (rege din dinastia Jagiello, 1506-1548; totodată, mare duce de Lituania, 1506-1548)
- Portugalia: Joao al III-lea (rege din dinastia de Aviz, 1521-1557)
- Savoia: Carol al III-lea cel Bun (duce, 1504-1553)
- Saxonia, linia Albertină: Georg cel Bogat (duce din dinastia de Wettin, 1500-1539)
- Saxonia, linia Ernestină: Frederic al III-lea cel Înțelept (principe elector din dinastia de Wettin, 1486-1525; ulterior, mare maestru al Ordinului teutonic, 1498-1510)
- Scoția: Iacob al V-lea (rege din dinastia Stuart, 1513-1542)
- Spania: Carol I (rege din dinastia de Habsburg, 1516-1556; ulterior, arhiduce de Austria, 1519-1521; ulterior, rege al Germaniei, 1519-1556; ulterior, împărat occidental, 1519-1556; ulterior, duce de Milano, 1525-1529, 1535-1540)
- Statul papal: Adrian al VI-lea (papă, 1522-1523) și Clement al VII-lea (papă, 1523-1534)
- Suedia: Kristian al II-lea de Oldenburg (rege din dinastia de Oldenburg, 1520-1521/1523; totodată, rege al Danemarcei, 1513-1523) și Gustav I Wasa (rege din dinastia Wasa, 1521/1523-1560)
- Transilvania: Ioan Zapolya (voievod, 1510-1526; ulterior, rege al Ungariei, 1526-1540)
- Țara Românească: Radu de la Afumați (domnitor, 1522-1523, 1524, 1524-1525, 1525-1529), Vladislav al III-lea (domnitor, 1523, 1524, 1525) și Radu Bădica (domnitor, 1523-1524)
- Ungaria: Ludovic al II-lea Jagiello (rege din dinastia Jagiello, 1516-1526; totodată, rege al Cehiei, 1516-1526)
- Veneția: Antonio Grimani (doge, 1521-1523) și Andrea Gritti (doge, 1523-1538)

## Africa
- Bagirmi: Birni Besse (mbang, 1522-1536)
- Benin: Esigie (obba, 1504-1550)
- Buganda: Nakibinge (kabaka, 1494-1524)
- Congo: Afonso I (Mbemba a Mzinga) (mani kongo, 1509-1540)
- Ethiopia: Lebna Dengel (David al II-lea) (împărat, 1508-1540)
- Hafsizii: Abu Abdallah Muhammad al V-lea al-Mutauakkil ibn al-Hassan ibn Masud ibn Usman (calif din dinastia Hafsizilor, 1494-1526)
- Imerina: Rangita (regină, cca. 1520-cca. 1540)
- Imperiul otoman: Suleiman Legiuitorul (Magnificul) (sultan din dinastia Osmană, 1520-1566)
- Kanem-Bornu: Idris al II-lea Katagarmabe (sultan, cca. 1507-cca. 1529)
- Munhumutapa: Chikuyo Chisamarengu (Kakuyo Komunyaka) (rege din dinastia Munhumutapa, cca. 1494-cca. 1530)
- Rwanda: Cyilima I Rugwe (rege, cca. 1506-cca. 1528)
- Sennar: Amara I Dunkas ibn Aldan (sultan, 1504-cca. 1534)
- Songhay: Muhammad I Ture (rege din dinastia Askia, 1493-1528)

## Asia

### Orientul Apropiat
- Iran: Ismail I (șah din dinastia Safavidă, 1502-1524)
- Imperiul otoman: Suleiman Legiuitorul (Magnificul) (sultan din dinastia Osmană, 1520-1566)

### Orientul Îndepărtat
- Bengal: Nasr ad-Din Nusrat Șah ibn Hussain (sultan din casa lui Hussain Șah, 1519-1532)
- Birmania, statul Arakan: Minyaza (rege din dinastia de Mrohaung, 1501-1523) și Kasabadi (Ilyas Șah Sultan) (rege din dinastia de Mrohaung, 1523-1525)
- Birmania, statul Ava: Șwenankyawșin (rege, 1502-1527)
- Birmania, statul Mon: Binnya Ran al II-lea (rege, 1492-1526)
- Cambodgea: Neai-khan (uzurpator, 1508-1526) și Preah Bat Samdech Preah Barominteac Reachea Thireach Reamea Thippadey (Ang Chan) (rege, 1516-1566)
- China: Shizong (Zhu Houcong) (împărat din dinastia Ming, 1522-1566)
- Coreea, statul Choson: Chungjong (Yi Tu) (rege din dinastia Yi, 1506-1544)
- India, Bahmanizii: Ala ad-Din ibn Mahmud (sultan, 1521-1523) și Usli Allah ibn Mahmud (sultan, 1523-1526)
- India, statul Delhi: Ibrahim al II-lea ibn Sikandar (sultan din dinastia Lodi, 1517-1526)
- India, statul Gujarat: Muzaffar Șah al II-lea (Halil Han) ibn Mahmud (sultan, 1511-1526)
- India, statul Handeș: Miran Muhammad I ibn Adil (sultan din dinastia Farukizilor, 1520-1537; ulterior, sultan în Gujarat, 1537)
- India, statul Vijayanagar: Krișnadevaraya (rege din dinastia Tuluva, 1509-1529)
- Japonia: Go-Kașiuabara (împărat, 1501-1526) și Yoșiharu (principe imperial din familia Așikaga, 1521-1545)
- Kashmir: Muhammad ibn Hassan (sultan din casa lui Șah Mir, 1489-1490, 1498-1499, 1500-1526, 1529-1533)
- Laos, statul Lan Xang: Tiao Photisan (Phothi Sarath) (rege, 1520-1548)
- Mongolii: Dayan hagan (Batu Mongke) (han, 1470-1543)
- Nepal (Benepa): Suvarnamalla (rege din dinastia Malla, ?-?) (?)
- Nepal (Kathmandu): Amaramalla (rege din dinastia Malla, ?-?) (?) și Suryamalla (rege din dinastia Malla, ?-?) (?)
- Sri Lanka, statul Jaffna: Sangili Segarajakesaran al VIII-lea (rege, 1519-1565)
- Sri Lanka, statul Kotte: Vijayabahu al VI-lea (Sri Rajasimha) (rege, 1513-1521/1529) și Bhuvanekabahu al VII-lea (rege, 1521-1550/1551)
- Thailanda, statul Ayutthaya: Ramathibodi al II-lea (rege, 1491-1529)
- Tibet: bLo-bzang Don-grub (panchen lama, 1505-1536)
- Tibet: dGe-'dun rgya-mtsho (dalai lama, 1474/1476-1540)
- Vietnam, statul Dai Viet: Le Cung Hoang (Xuan) (rege din dinastia Le târzie, 1522-1527)

## America
- Incașii: Huayna Capac (Wayna Qhapac) (conducător, 1493-1525)